# Bewegungskindergarten
Die Bewegungs- bzw. Sportkindergärten entstanden in den 70er-Jahren. Die ersten Kindertagesstätten in Deutschland mit diesem Schwerpunkt sind der Sportkindergarten der Freiburger Turnerschaft (Freiburg im Breisgau, 1972) sowie der Spiel- und Sportkindergarten des Osnabrücker Turnerbundes (Osnabrück, 1974). Studienergebnisse über den Gesundheitszustand (z. B. fehlende Bewegungserfahrung und -kompetenzen) der Kinder und die Kritik der Sportorganisationen bezüglich der mangelnde Qualität der Bewegungsangebote in Kindergärten, der fehlenden Ausstattung von Sport- und Turngeräteausstattung sowie die unzureichende Ausbildung in Bewegungserziehung der pädagogischen Fachkräfte sorge für die Gründung dieser Einrichtungsform. Parallel dazu entstanden auch in der ehemaligen DDR Sportkindergärten, die unter der Führung der Akademie der Pädagogischen Wissenschaften der Deutsche Demokratische Republik standen. Das Ziel dieser Einrichtungen war, die frühzeitig Rekrutierung in den Leistungssport.
Das Verständnis von dem Bildungsbereich Bewegung hat sich seit der Gründung der Sport- und Bewegungskindergärten in den 70er-Jahren gewandelt. In den Anfängen war das Ziel die Vermittlung von sportmotorischen Kompetenzen, die bestenfalls zum Sport hinführen sollten. Heute wird Bewegung als ein zentrales Medium der Persönlichkeitsentwicklung der Kinder angesehen.